# Monika Sommerová
Monika Sommerová (* 3. července 1987, Praha) je česká operní a muzikálová zpěvačka, původní profesí zemědělská inženýrka.

## Vzdělání
Studovala na pražském Gymnáziu Evropská s rozšířenou výukou estetických předmětů. Po úspěšném absolvování této školy navázala studiem operního zpěvu na Pražské konzervatoři a studiem na České zemědělské univerzitě v Praze na Fakultě agrobiologie, potravinových a přírodních zdrojů, kde získala v roce 2015 titul Ing.

## Zpěv
První kontakt se zpíváním měla již v roce 1991, kdy začala chodit do dětského sboru Bambini di Praga, odkud v roce 1998 odešla, aby mohla až do roku 2005 navštěvovat sbor pod názvem Radost Praha. Další hlasové školení získala v podobě kurzů u italského operního zpěváka Antonia Carangela. V lednu 2012 absolvovala pěvecké kurzy pod vedením Magdaleny Blahušiakové a J. Hartfiela v Karlových Varech. Zde také získala zkušenosti s orchestrem pod vedením Františka Drse. Absolvovala také několikrát kurzy u Dagmar Peckové (2012, 2013). V roce 2012 absolvovala v Itálii Mistrovské pěvecké kurzy Don Giovanni v Brenu u prof. F. M. Algeri, prof. S. Heger a prof. V. Licari, kde nastudovala roli Zerliny.

## Pěvecká ocenění
V roce 2003 získala 1. cenu v krajském kole Karlovarského skřivánka a 2. cenu v celostátním kole Karlovarského skřivánka. V roce 2009 získala 2. místo na pěvecké soutěži Pražský pěvec. V roce 2010 reprezentovala Pražskou konzervatoř na soutěžní přehlídce konzervatoří ČR v Pardubicích. V roce 2012 získala 3. místo na mezinárodní Duškově pěvecké soutěži, 3. místo na mezinárodní pěvecké soutěži Pražský pěvec, 2. místo Olomouc 2012 a finálovou účast na mezinárodní soutěži Antonína Dvořáka v Karlových Varech.

## Muzikálové a operetní role
Hrála v muzikálu Pavla Trojana ml. Petr a Lucie a Alena. Byla také součástí pozdějšího filmového zpracování muzikálu Alena. Účinkovala v muzikálu Sedmero havranů taktéž od Pavla Trojana ml. v divadle Semafor. Spolupracovala také s Michalem Davidem na muzikálu Mata Hari. V září 2014 se stala sólistkou muzikálu Fantom opery v hlavní roli Christine Daaé na scéně pražského divadla Goja Music Hall.
V září 2013 nastudovala roli Dafné z opery Apollo e Dafne od G. F. Handela, kterou si zahrála na festivalu Jarmily Novotné v Litni stejného roku. V současné době hostuje v Severočeském divadle opery a baletu Ústí nad Labem v roli Manji v operetě Hraběnka Mariza, v roli Anni v opeře Nabucco a v roli Giovanni v opeře Rigoletto. Spolupracovala také s hudebním tělesem, jako je Karlovarský symfonický orchestr a s dirigenty jako je Miloš Formáček, Miriam Němcová či Milan Kaňák. Externě spolupracuje s Pražským filharmonickým sborem a sborem Statní opery.